# بيرتا ابيبا ثورهالستولدر
بيرتا ابيبا ثورهالستولدر (من مواليد 1999) عارضة أزياء أيسلندية وحامل لقب ملكة جمال الذي توج ملكة جمال الكون أيسلندا 2019. ومثلت أيسلندا في مسابقة ملكة جمال الكون 2019.

## روابط خارجية
- ملكة جمال الكون أيسلندا الموقع الرسمي
- بيرتا ابيبا ثورهالستولدر على إنستغرام

| الجوائز و الإنجازات        | الجوائز و الإنجازات          | الجوائز و الإنجازات |
| -------------------------- | ---------------------------- | ------------------- |
| سبقه كاترين ليا الينودوتير | ملكة جمال الكون أيسلندا 2019 | تبعه TBD            |